# Courmont (Alta Saona)
Courmont è un comune francese di 127 abitanti situato nel dipartimento dell'Alta Saona nella regione della Borgogna-Franca Contea.

## Società

### Evoluzione demografica
Abitanti censiti